# Xã Silver Creek, Quận Clark, Indiana
Xã Silver Creek (tiếng Anh: Silver Creek Township) là một xã thuộc quận Clark, tiểu bang Indiana, Hoa Kỳ. Năm 2010, dân số của xã này là 11.858 người.